# Narthang kolostor
A Narthang kolostor tibeti kolostor (wylie: sznar thang, becenevén: „Tibet könyvtára”) Tibetben Sigace várostól 15 kilométerre nyugatra, a négy nagy Ü-Cang-i kolostor közül az egyik (a másik három a Salu, a Szakja és a Tasilhunpo kolostor). Atísa egyik tanítványa építtette 1033-ban. A Narthang legelőször a buddhista szent szövegek tanulmányozásáról volt híres és az egyházi fegyelméről. A 14. század után nagy ismertségre tett szert, mint Tibet egyik legrégibb nyomtatási központja (a másik két fontos központ a Potala palota és a Derge kolostor volt). A könyvnyomtatáshoz szükséges fatáblák és egyéb eszközök egy egész épületet megtöltöttek. Egy utazó beszámolója szerint a földön ülő nyomdászok egészen a könyökükig tintásak voltak, egy másik szobában a szerzetesek a papír lapokat vágták méretre a különböző könyvekhez.
Egy másik szemtanú elbeszélése szerint a Narthang magas falai látszódnak az útszéli falu mögött, néhány szerzetes visszatért a kolostorba és helyreállítottak néhány épületet is.
A Natang kolostor története során sok híres szerzetes tanult az intézmény falain belül, mint például Csinmu Langgazha (a Csogyal Phakpa mestere) és az 1. dalai láma, Gedun Trupa (17 éven keresztül tanult itt).
　　　
A kulturális forradalom idején falait lerombolták, majd 1987-ben három termet építettek a romok helyén. Ezekben megőrzésre került 16 arhat 7 kő felirata, a 8. századi Dzsutun apát láblenyomata, valamint 8800 kulturális jelentőségű relikvia.

## Alapítása
A híresebb kolostorokhoz hasonlóan a Narthang kolostor alapítása körül is keringenek misztikus történetek. Állítólag egy Indiából származó buddhista tanító mester, Atísa Tibetbe igyekezvén megállt a kolostor helyszínén. Figyelmes lett rá, hogy a hely rendkívül kedvező, ugyanis a tizedik mennyország istenei is egyszer megszálltak ott pihenni. Megjegyezte, hogy ezen a helyen kolostort kell építeni a buddhista tanítások továbbvitele céljából. Később a kadam iskola egyik magas rangú lámája, Tumton Lodrodrag megépíttette a kolostort 1033-ban.

## A nyomda
A Natang kolostor elsősorban a buddhista szövegeket készítő nyomdájáról híres. 1730-ban a helyi tibeti kormányzat hozta létre a nyomdát, hogy megóvja az ősi tibeti szövegeket és könyveket az enyészettől. A hatalmas méretű intézmény több mint húsz évig készült. A projekt mérete miatt minden tibeti ember hozzájárult az építtetéséhez a maga módján. Kalligráfusok, szobrászok és festők gyűltek össze, hogy elsajátítsák a nyomtatás tudományát. Végül hosszú és kitartó munka után a Narthang nyomda több könyvet nyomtatott, mint az ugyancsak jelentősnek számító Potala palota nyomdája.